# Ismaele Di Nisio
Ismaele Di Nisio (Nocera Inferiore, 3 marzo 1888 – Roma, 30 giugno 1968) è stato un generale italiano del Regio Esercito durante la seconda guerra mondiale, ricordato per il suo ruolo in Africa settentrionale nel 1941/1942.

## Biografia
Nacque a Nocera Inferiore in provincia di Salerno da una famiglia originaria di Montaguto in provincia di Avellino, il 3 marzo 1888. Arruolatosi nel Regio Esercito entrò come allievo nella Regia Accademia Militare di Fanteria e Cavalleria di Modena, da cui uscì con il grado di sottotenente, assegnato all'arma di fanteria, il 19 settembre 1909, assegnato in servizio presso il 69º Reggimento fanteria "Ancona".
Partecipò alla guerre italo-turca e mondiale, nei gradi da tenente a maggiore, con grandi riconoscimenti al valore.
Dopo un servizio come ufficiale di SM presso la Divisione di Ancona, frequentò la scuola di guerra nel 1920/1922 e fu promosso tenente colonnello il 1º dicembre 1926.
L'8 aprile 1936, con il grado di colonnello, assunse il comandò del 10º Reggimento fanteria "Regina" a Rodi, per poi ottenere un incarico presso il comando del Corpo di Stato maggiore a Roma. Successivamente fu nominato capo di stato maggiore della 15ª Divisione "del Carnaro" ad Abbazia e dall'11 novembre 1938, con la costituzione dell'armata del Po (6ª), capo di stato maggiore del Corpo d'armata motocorazzato a Mantova.
Dal 1º gennaio 1941, promosso generale di brigata, fu destinato in Libia quale vicecomandante della 132ª Divisione corazzata "Ariete" (dal 1º settembre 1941 comandante della 2ª brigata corazzata "Ariete"), partecipando a tutti i cicli operativi riguardanti la riconquista della Cirenaica e nel successivo sgombero della stessa con l'operazione Compass nel 1941-1942.
Il 26 maggio 1942 per tali meriti fu insignito della Croce di Cavaliere dell'Ordine militare di Savoia.
Il 24 maggio 1942 assunse il comando della neo costituita 136ª Divisione corazzata "Giovani Fascisti" di stanza nell'oasi di Siwa, quale riserva d'armata nella battaglia di el Alamein. Rimase a questo incarico sino al 21 novembre, quando fu sostituito dal generale Nino Sozzani.
Dopo la disfatta in Africa, una volta rimpatriato, indossato il grado di generale di divisione il 26 aprile 1943, assunse (dal 10 marzo) il comando della 47ª Divisione fanteria "Bari", che condusse in aprile in Sardegna, stabilendosi nelle zone centro occidentali dell'isola.
Dopo l'armistizio dell'8 settembre 1943 fu a disposizione del Ministero della Guerra e nel 1944 comandante del IX Corpo d'armata a Bari, passando poi, per trasformazione dello stesso ente nel 1945, a comandare il comando militare Puglia e Lucania. Indossò il grado di generale di corpo d'armata il 1° luglio 1948.

### Fonti
1. ↑  Generals.